# Johann Maximilian von Welsch
Johann Maximilian von Welsch, nemški arhitekt in vojaški inženir, * 1671, Kronach, † 15. oktober 1745, Mainz.